# Wilhelm Georg Baum
Wilhelm Georg Baum (* 11. Mai 1836 in Danzig; † 18. April 1896 ebenda) war ein deutscher Chirurg und Frauenarzt in Danzig.

## Leben
Wilhelm Georg Baum war Sohn des Chirurgen und Hochschullehrers Wilhelm Baum. Er studierte an der Georg-August-Universität Göttingen und der Friedrich-Wilhelms-Universität zu Berlin Medizin. 1859 wurde er in Berlin zum Dr. med. promoviert. Wie sein Vater unternahm er danach mehrjährige Wissenschaftsreisen. Im Juli 1861 trat er als Assistent in die von seinem Vater geleitete chirurgische Universitätsklinik in Göttingen ein. Im Januar 1864 schied er aus, weil er als freiwilliger Arzt am Deutsch-Dänischen Krieg teilnehmen wollte. Danach war er als Sanitätsoffizier in der Preußische Armee tätig. Seit 1868 Stabsarzt in seiner Vaterstadt Danzig, zog er auch in den zweiten und dritten Einigungskrieg. Er nahm 1876 seinen Abschied und wurde Oberarzt (= Chefarzt) der Danziger Chirurgie, deren Leitung sein Vater 34 Jahre zuvor abgegeben hatte. Er starb kurz vor seinem 60. Geburtstag.
Seine Frau Florentine (1845–1912) war eine Tochter von Peter Gustav Lejeune Dirichlet und Rebecka Dirichlet, geb. Mendelssohn Bartholdy, einer Schwester von Fanny Hensel und Felix Mendelssohn Bartholdy. Sie leitete in Danzig den Verein Frauenwohl. Zu den sechs gemeinsamen Kindern gehörte die Sozialwissenschaftlerin und -politikerin Marie Baum.

## Publikationen
- Beitrag zu der Lehre von den indirekten Schädelfrakturen. Langenbecks Archiv für Chirurgie XIX (1876)
- Ovariotomie bei konstatierter Schwangerschaft. Berliner Klinische Wochenschrift (1876)
- Zur Lehre von der operativen Behandung eitriger Pleuraexsudate. Berliner Klinische Wochenschrift (1877)
- Gehirnvorfall mit Ausfluss von Ventricularflüssigkeit. Centralblatt für Chirurgie (1877)
- Mimischer Gesichtskrampf, Dehnung des Facialis. Heilung. Berliner Klinische Wochenschrift (1878)
- Zur Lehre von Dupuytrens permanenter Fingerverkrümmung. Centralblatt für Chirurgie (1878)
- Beitrag zur Kritik der intra- und extraperitonealen Stielbehandlung bei Ovariotomien. Centralblatt für Gynäkologie (1878)
- Resektion eines carcinomatösen Dickdarmstückes. Centralblatt für Chirurgie (1879)
- Über Radikalheilung des Gebärmutterkrebses durch Totalexstirpation des Uterus von der Scheide aus. Berliner Klinische Wochenschrift (1880)
- Anus praeternaturalis, Darmresektion. Heilung. Berliner Klinische Wochenschrift (1881)